# Hồn Giang
Hồn Giang (chữ Hán giản thể: 浑江区, âm Hán Việt: Hồn Giang khu) là một quận thuộc địa cấp thị Bạch Sơn, tỉnh Cát Lâm, Cộng hòa Nhân dân Trung Hoa. Quận Hồn Giang có diện tích 1388 km², dân số 330.000 người. Mã số bưu chính của quận Hồn Giang là 134300. Quận Hồn Giang được chia thành 4 nhai đạo, 4 trấn, 4 hương. 
- Nhai đạo biện sự xứ: Đông Hưng, Thông Câu, Tân Kiến, Hồng Kỳ.
- Trấn: Bản Thạch, Lục Đạo, Hồng Thổ Nhai, Tam Đạo Câu.
- Hương: Thị Giao, Hà Khẩu, Thái An, Đại Ý Câu.